# مستعر أعظم SN 2014J

كان المستعر الأعظم SN 2014J عبارة عن مستعر أعظم من النوع Ia وهو حدث في أحد نجوم مجرة Messier 82 ("مجرة السيجار" ، M82). تم اكتشافه في منتصف يناير 2014. كان أقرب مستعر أعظم من النوع Ia تم اكتشافه منذ 42 عامًا ، ولم يوجد أي مستعر أعظم قريبًا من الأرض اعتبارًا من 2018 . تم اكتشاف المستعر الأعظم بالصدفة خلال جلسة التدريس الجامعية في مرصد جامعة لندن . بلغ ذروته في 31 يناير 2014 ، ووصل إلى قدر ظاهري واضح قدره 10.5. كان المستعر الأعظم 2014J SN موضوع حملة مراقبة مكثفة من قبل علماء الفلك المحترفين وكان ساطعًا بما يكفي ليراه علماء الفلك الهواة .

## الاكتشاف

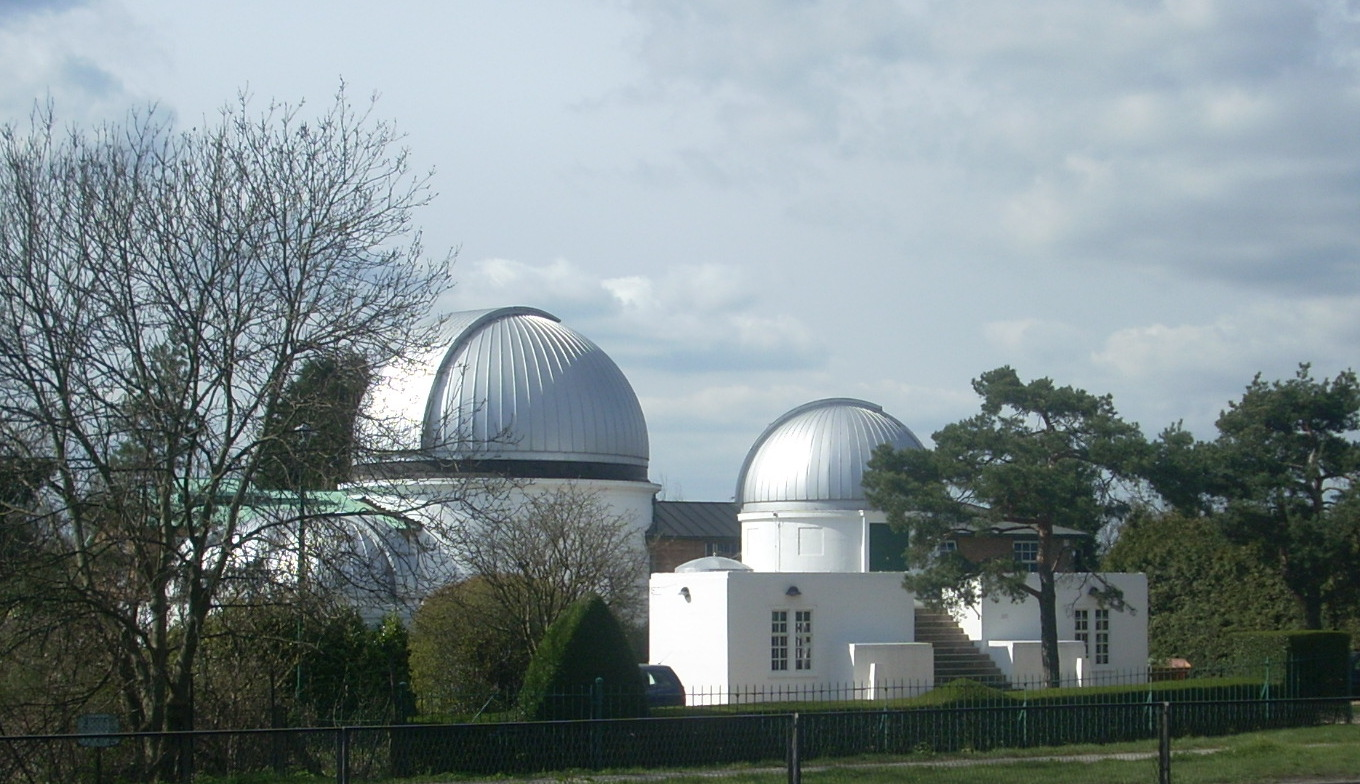
مرصد جامعة لندن ، حيث تم اكتشاف SN 2014J.

تم اكتشاف المستعر الأعظم من قبل عالم الفلك ستيف فوسي من كلية لندن الجامعية وأربعة من طلابه الجامعيين: بن كوك ، وجي بولاك ، وماثيو وايلد ، وتوماس رايت. كانت فوسي تدرب الطلاب على كيفية استخدام مقياس صغير يبلغ 0.35-متر (14 بوصة) تلسكوب في مرصد جامعة لندن ، الواقع في ميل هيل ، إحدى ضواحي شمال لندن .
كان الاكتشاف صدفة ، لأن فوسي لم تكن تبحث عن المستعرات العظمى ، ولم تكن تخطط للمشاهدة المجرة مسييه 82 ، وأرادت فقط الاستفادة من فجوة قصيرة في الغطاء السحابي بلندن. قالت لاحقًا أن "الطقس كان يقترب ، مع زيادة السحابة ، لذا بدلاً من فصل علم الفلك العملي المخطط له ، قدمت للطلاب عرضًا تمهيديًا لكيفية استخدام كاميرا CCD على أحد تلسكوبات المرصد الآلية التي يبلغ قطرها 0.35 مترًا."
في الساعة 19:20 بتوقيت جرينتش في 21 يناير 2014 ، لاحظت فوسي وطلابها نجمًا جديدًا ساطعًا في صورهم لمجرة ميسييه 82 ، والمعروفة أيضًا باسم مجرة السيجار. بعد مقارنة صورهم بالصور الأرشيفية لنفس المجرة ، استخدموا المشاهدات باستخدام تلسكوب ثان للتخلص من إمكانية وجود عطل في التلسكوب الأول. تم الإبلاغ عن اكتشافهم إلى المكتب المركزي للبرقيات الفلكية التابع للاتحاد الفلكي الدولي ، والذي أكد أنهم كانوا أول من اكتشف المستعر الأعظم وأطلق عليه اسم SN 2014J باعتباره المستعر الأعظم العاشر الذي تم اكتشافه في عام 2014. تم تسجيل فوسي والطلاب الأربعة كمكتشفين مشتركين.

## المشاهدات

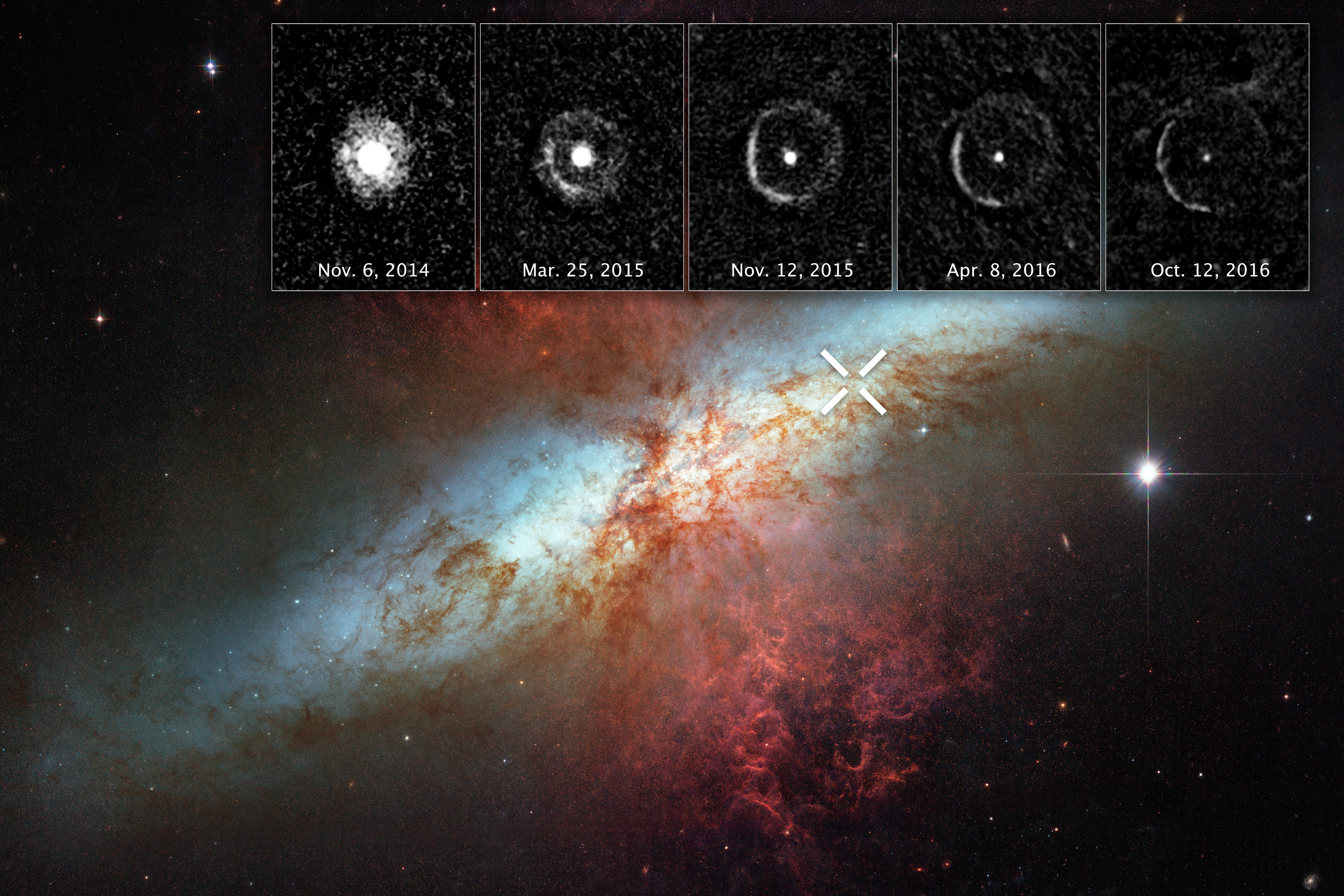
صدى ضوئي حول SN 2014J في M82.

متابعة المشاهدة باستخدام البصريات التكيفية بمقياس 10-متر (390 بوصة) تم استخدام تلسكوب Keck في مرصد Mauna Kea في هاواي لتحديد موقع المستعر الأعظم الجديد بدقة. تم الحصول على الطيف البصري الأول باستخدام تلسكوب بمرآة بقطر 3.5-متر (140 بوصة) تلسكوب ARC في نيو مكسيكو ، والذي أظهر أن المستعر الأعظم من النوع Ia . تم العثور على صور استعادة ما قبل الاكتشاف (من الأرشيف) والتي أظهرت المستعر الأعظم في وقت مبكر أبتداءا من 15 يناير ، أي قبل ستة أيام من اكتشافه.
كانت الدلائل المبكرة تشير إلى أن المستعر الأعظم قد تم اكتشافه قبل 14 يومًا من الحد الأقصى للضوء ، لذلك سيصبح أكثر سطوعًا خلال الأسبوعين التاليين. كان من المتوقع أن يكون ساطعًا بما يكفي ليكون مرئيًا باستخدام المناظير في جميع أنحاء نصف الكرة الشمالي. استمر المستعر الأعظم في يزداد سطوعًا حتى 31 يناير ، عندما بلغ ذروته على ما يبدو عند قدر ظاهري 10.5 .
كان المستعر الأعظم SN 2014J هدفًا شائعًا لعلماء الفلك الهواة لأنه كان يقع بالقرب من The Plough asterism ('Big Dipper') وكان مرئيًا طوال الليل لمعظم مراقبي نصف الكرة الشمالي.
أدى سطوعه غير العادي وقربه النسبي إلى أن يصبح SN 2014J موضوعًا لمشاهدات متتابعة مكثفة من قبل علماء الفلك في جميع أنحاء العالم ، بما في ذلك تلسكوب هابل الفضائي . طٌرحت أكثر من 250 أطروحة علمية تغطي مكتشفات المستعر الأعظم.

## الخصائص الفيزيائية
المستعرات الأعظمية نوع Ia هي موضوع مهم بشكل خاص كشموع قياسية في علم الكونيات الفيزيائي ، وقد سمح التقارب النسبي لـلمستعر الأظم SN2014J لعلماء الفلك بدراسة الانفجار بتفاصيل أكثر بكثير مما كان ممكنا قبل ذلك لاستكشاف معظم الأجسام من هذا النوع.
تم ملاحظة SN2014J بواسطة معمل INTErnational للفيزياء الفلكية لأشعة غاما (INTEGRAL) الذي سجل خطوطا طيفية لأشعة غاما المميزة لسلسلة الانحلال الإشعاعي 56 Ni → 56 Co → 56 Fe. كانت هذه هي المرة الأولى التي يتم فيها اكتشاف هذه الخطوط في مستعر أعظم من النوع Ia ،  وهذا يقدم دعما للنموذج القياسي بأن هذه الفئة من المستعرات العظمى تنتج كميات كبيرة من 56 نيكل من خلال التخليق النووي .
أشارت مشاهدات النطاقات الكهرومغناطيسية المنتشرة بين النجوم في طيف المستعر الأعظم إلى أنها تكوّن كمية كبيرة من الوسط النجمي في المجرة M82. لذلك عانى المستعر الأعظم من الاختفاء بين النجوم ، مع اصداره احمرار بمقدار واحد قدر ظاهري على الأقل. درجة انقراض الضوء (امتصاصه) من الغبار في المجرة M82 الذي يحجب SN 2014J يقلل من قيمته كنموذج أولي للرصد للمستعرات الأعظمية من النوع Ia ، لكنه يجعله مسبارًا قويًا لدراسة الوسط البينجمي M82.
استخدم الباحثون صورًا أرشيفية من تلسكوب هابل الفضائي لدراسة بيئة المستعر الأعظم SN 2014J قبل ان ينفجر على أمل تحديد النظام السلفي ،  لكن لم يجدوا أي نجم سلف يمكن تحديده. هذا ليس غير متوقع ، لأنه يُعتقد أن أسلاف المستعرات العظمى نوع Ia هم أقزام بيضاء في أنظمة ثنائية ،  وقد قدمت مشاهدات SN 2014J تأكيدًا تجريبيًا على ذلك. يعتبر القزم الأبيض خافتًا للغاية بحيث لا يمكن اكتشافه على مسافة مثل مسفة بعد المجرة مسييه 82 عنا ، ولكن يمكن اكتشاف رفيقه إذا كان نجمًا عملاقًا ساطعًا متطورًا. ومع ذلك سيبقى خافتًا جدًا إذا كان قزمًا أبيضا ثان (مسار المستعر الأعظم نوع Ia المتدهور المزدوج ) ، أو نجمًا منخفض التسلسل الرئيسي ، أو حتى نجمًا عملاقًا في المرحلة الخافتة من التسلسل العملاق.

## المسافة
على مسافة 11.5 ± 0.8 مليون سنة ضوئية (3.5 ± 0.3 ميغا فرسخ فلكي) ، كان المستعر الأعظم SN 2014J أحد أقرب المستعرات العظمى التي شوهدت منذ لعقود. كان أقرب مستعر أعظم من النوع Ia منذ SN 1972E ، وأقرب مستعر أعظم من أي نوع منذ عام 2004. ذكرت بعض المصادر في البداية أن SN 2014J كان أقرب مستعر أعظم من أي نوع منذ المستعر الأعظم SN 1987A (الذي حدث في أحد نجوم [[، ولكن هذا الادعاء خاطئ. كان المستعر الأعظم الأخير الذي كان أقرب إلى الأرض بشكل لا لبس فيه من SN 2014J هو SN 2004dj ، وهو مستعر أعظم من النوع II-P في المجرة NGC 2403 ، على بعد 8 ملايين سنة ضوئية من الأرض. كان SN 1993J مستعر أعظم من النوع IIb على نفس المسافة بينه وبيننا تقريبًا مثل SN 2014J ، لأنه كان يقع في المجرة Messier 81 ، وهي التي تشكل مع Messier 82 و NGC 3077 قاب مجموعة المجرات M81.

## أنظر أيضا
- انفجار أشعة جاما 221009 - أشد انفجار بواقع يوليو 2023
- تاريخ مراقبة المستعر الأعظم
- قائمة المستعرات الأعظمية
- مستعر أعظم SN 2011fe
- مستعر أعظم SN 1993J

## روابط خارجية
- منحنيات وأطياف الضوء نسخة محفوظة 22 October 2017 على موقع واي باك مشين. في كتالوج Open Supernova نسخة محفوظة 3 مارس 2016 على موقع واي باك مشين. .